# Andrzej Chryzostom Załuski

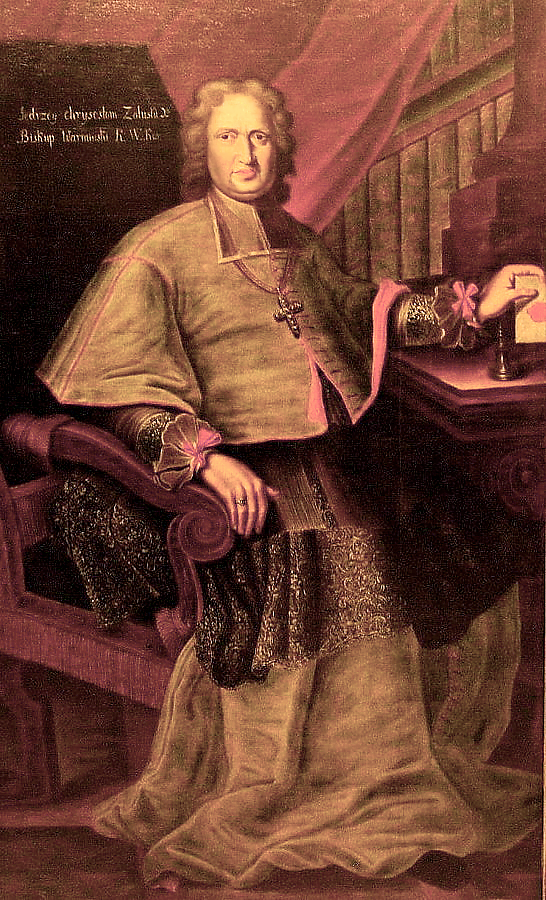
Andrzej Chryzostom Załuski

Andrzej Chryzostom Załuski (* 1650; † 1. Mai 1711 in Dobre Miasto) war ein römisch-katholischer Bischof, Prediger, Übersetzer, Adliger, Politiker und Diplomat Polen-Litauens. Seine Familie gehörte der Wappengemeinschaft Junosza an.

## Leben
Załuski studierte in Wien, Frankreich und Rom. Er war Kanzler am Hof der polnischen Königin Marie Casimire Louise de la Grange d’Arquien, Botschafter in Frankreich und Spanien, ab 1683 Bischof von Kiew, ab 1691 Probst am Domkapitel in Płock, ab 1692 Bischof von Płock, ab 1699 Bischof von Ermland und ab 1703 Großkronkanzler.